# Сьерра, Арленис
Арленис Сьерра Каньядилья (исп. Arlenis Sierra Cañadilla, род. 7 декабря 1992, Мансанильо, Гранма) — кубинская профессиональная велогонщица, выступающая за команду Movistar Team категории UCI Women's WorldTeam. Она выступала на Чемпионате мира по трековым велогонкам 2015 года.

## Карьера
Арленис Сьерре ещё не было 19 лет, когда она выиграла групповую гонку на Панамериканских играх 2011 года. За это она была удостоена звания «Слава кубинского спорта» (исп. Gloria del deporte cubano).
На Semana Ciclista Valenciana 2017 третий этап состоит из двух подъёмов. Группа из двадцати пяти гонщиков ушла в отрыв. Арленис Сьерра выиграла групповой спринт. Она закончила гонку на втором месте в общем зачёте.
В 2018 году она выиграла Тур Гуанси в спринте.

## Достижения

### Трек

#### Чемпионаты мира
- Монтикьяри 2010[фр.]

- 6-я в скрэтче среди юниоров

- Сэн-Кентен-эн-Ивелин 2015

- 8-я в гонке по очкам

- Лондон 2016

-  Бронзовый призёр в гонке по очкам
- 7-я в скрэтче

#### Панамериканские чемпионаты
- Медельин 2011[англ.]

-  Серебряный призёр в гонке по очкам

- Мехико 2013[англ.]

-  Золотой медалист в командной гонке преследования
- 5-я в гонке по очкам
- 6-я в скрэтче

- Агуаскальентес 2014[англ.]

-  Золотой медалист в скрэтче
-  Серебряный призёр в гонке по очкам

- Сантьяго 2015[англ.]

-  Бронзовый призёр в гонке по очкам
-  Бронзовый призёр в скрэтче

- Агуаскальентес 2016[англ.]

-  Серебряный призёр в гонке по очкам
-  Бронзовый призёр в скрэтче

- Кува 2017[англ.]

-  Бронзовый призёр в командной гонке преследования (с Марлис Мехиас, Майлин Санчес, Йеймой Торрес и Клаудией Барро)

#### Панамериканские игры
- Лима 2019[англ.]

-  Бронзовый призёр в омниуме

#### Игры Центральной Америки и Карибского бассейна
- Веракрус 2014[англ.]

-  Золотой медалист в командной гонке преследования
-  Бронзовый призёр в скрэтче
- 6-я в гонке по очкам

- Барранкилья 2018[англ.]

-  Золотой медалист в командной гонке преследования
-  Золотой медалист в мэдисоне
-  Серебряный призёр в индивидуальной гонке преследования
-  Бронзовый призёр в гонке по очкам

#### Кубок мира
- 2015—2016[англ.]

- 3-я в скрэтче в Кали

### Шоссе

#### По годам
2011
 Панамериканские игры — групповая гонка
2012
2-я на Чемпионате Кубы — групповая гонка
2-я на Гран-при Гранд Сен-Бернара
2013
 Чемпионат Панамерики — групповая гонка
2014
 Чемпионат Панамерики — групповая гонка
 Чемпионат Кубы — групповая гонка
5-й этап Тура Сан-Луиса
2-я на Чемпионате Кубы — индивидуальная гонка
2015
 Чемпионат Кубы — групповая гонка
2-я на Чемпионате Кубы — индивидуальная гонка
2016
 Чемпионат Кубы — групповая гонка
Тур Сан-Луиса
3-я на Генеральной классификации
6-й этап
Вуэльта Коста-Рики:
Генеральная классификация
2-й и 3-й этапы
Тур Бретани
Генеральная классификация
1-й и 3-й этапы
 Чемпионат Панамерики — групповая гонка
2017
 Чемпионат Кубы — групповая гонка
 Чемпионат Кубы — индивидуальная гонка
Неделя Валенсии
2-я на Генеральной классификации
3-й этап
Вуэльта Коста-Рики:
Генеральная классификация
Пролог, 1-й и 3-й этапы
2-я на Трофее Альфредо Бинды — коммуны Читтильо
3-я на Туре Калифорнии
10-я на Джиро Роза
2018
 Чемпионат Панамерики — групповая гонка
 Игры Центральной Америки и Карибского бассейна — групповая гонка
Тур Гуанси
3-й этап Тура Калифорнии
2-й этап Тура Ардеш
2-я на Чемпионате Кубы — групповая гонка
2-я на Уинстон-Сейлем Классик
2-я на Джиро дель Эмилия Донне
4-я на Гент — Вевельгем
7-я на Туре Дренте
2019
 Чемпионат Кубы — групповая гонка
 Чемпионат Кубы — индивидуальная гонка
 Панамериканские игры — групповая гонка
Кэдел Эванс Грейт Оушен Роуд
1-й, 2-й, 4-й и 5-й этапы Вуэльты Гватемалы
Джиро ди Тоскана — Мемориал Микелы Фанини 2019
Генеральная классификация
Пролог
2-я на Уинстон-Сейлем Классик
4-я на Туре Гуанси
9-я на Классика Брюгге — Ла Панне
2020
Херальд Сан Тур
3-я на Генеральной классификации
1-й этап
2-я на Кэдел Эванс Грейт Оушен Роуд
2021
Классика Наварры
Джиро ди Тоскана — Мемориал Микелы Фанини:
Генеральная классификация
Пролог и 1-й этап
1-й этап Тур Ардеш
Тре Валли Варезине
2-я на Джиро дель Эмилия Донне
5-я на Чемпионате мира — групповая гонка
2022
 Чемпионат Панамерики — групповая гонка
Тур Андалусии:
Генеральная классификация
1-й и 2-й этапы
1-й этап Тура Романдии
4-я на Туре Фландрии
6-я на Чемпионате мира — групповая гонка
7-я на Льеж — Бастонь — Льеж Фамм

#### Гранд-туры
| Гонка / Год          | 2017           | 2018           | 2019           | 2020           | 2021           | 2022 |
| -------------------- | -------------- | -------------- | -------------- | -------------- | -------------- | ---- |
| Джиро д’Италия Донне | 10             | —              | —              | 42             | DNF            | DNF  |
| Тур де Франс Фамм    | не проводилась | не проводилась | не проводилась | не проводилась | не проводилась | 27   |
| Ла Вуэльта Фамм      | не проводилась | не проводилась | не проводилась | —              | —              | 16   |

#### Крупные чемпионаты
| Легенда             |
| ------------------- |
| NH — не проводилась |

| Соревнование              | Соревнование         | 2010 | 2011 | 2012 | 2013 | 2014 | 2015 | 2016 | 2017 | 2018 | 2019 | 2020 | 2021 | 2022 |
| ------------------------- | -------------------- | ---- | ---- | ---- | ---- | ---- | ---- | ---- | ---- | ---- | ---- | ---- | ---- | ---- |
| Олимпийские игры          | Групповая гонка      | NH   | NH   | —    | NH   | NH   | NH   | 28   | NH   | NH   | NH   | NH   | 34   | NH   |
| Чемпионаты мира           | Индивидуальная гонка | —    | —    | —    | —    | —    | —    | —    | —    | —    | —    | 23   | —    | —    |
| Чемпионаты мира           | Групповая гонка      | —    | —    | —    | —    | —    | —    | —    | —    | 27   | 12   | 39   | 5    | 6    |
| Панамериканский чемпионат | Групповая гонка      | NH   | 31   | —    | 1    | 1    | 4    | 2    | 4    | 1    | 4    | NH   | —    | 1    |
| Панамериканские игры      | Индивидуальная гонка | NH   | —    | NH   | NH   | NH   | —    | NH   | NH   | NH   | 8    | NH   | NH   | NH   |
| Панамериканские игры      | Групповая гонка      | NH   | 1    | NH   | NH   | NH   | 4    | NH   | NH   | NH   | 1    | NH   | NH   | NH   |
| Чемпионат Кубы            | Индивидуальная гонка | NH   | NH   | NH   | NH   | 2    | NH   | NH   | 1    | —    | 1    | NH   | NH   | —    |
| Чемпионат Кубы            | Групповая гонка      | 4    | NH   | 2    | NH   | 1    | 1    | 1    | 1    | 2    | 1    | NH   | NH   | —    |

## Рейтинги
| Год                 | 2012 | 2013 | 2014 | 2015  | 2016 | 2017 | 2018 | 2019 | 2020 | 2021 | 2022 | 2023 | 2024 |
| ------------------- | ---- | ---- | ---- | ----- | ---- | ---- | ---- | ---- | ---- | ---- | ---- | ---- | ---- |
| Мировой рейтинг UCI | 50-й | 62-й | 64-й | 134-й | 44-й | 21-й | 12-й | 16-й | 29-й | 26-й | 21-й | 50-й | 35-й |
| Мировой тур UCI     |      |      |      |       | -    | 16-й | 19-й | 36-й | 26-й | 73-й | 34-й | 46-й | 46-й |
|                     |      |      |      |       |      |      |      |      |      |      |      |      |      |
| Источник: UCI       |      |      |      |       |      |      |      |      |      |      |      |      |      |